# تيلك
تيلك (ينطق باللاتينية [ˈti:əlk] ) هو شخصية خيالية في مسلسل الخيال العلمي العسكري ستارغيت إس جي 1. من تمثيل كريتوفر جادج. تيلك هو جافا في خدمة قيادة الاس جي سي، وقد كرس حياته لقضية تمرد الجافا. تيلك هو جافا من الكوكب تشولاك، وهو كوكب يدور حول نجم ثنائي النظام. عمره 157 سنة بعد الشيخوخة 50 سنة بعد أن حوصر على سفينة الأوديسة أثناء معركة الأسغارد. كان تيلك سابقا في خدمة سيد النظام أبوفيس برتبة رئيس الجافا الأول.

## دوره في ستارغيت
سمي تيلك (يعني «القوة» بلغة الغواؤلد) من قبل والده روناك. ولد في كوكب تحت سيطرة كرونوس في حوالي سنة 1899، وكان والده الجافا الأول لكرونوس. و بعد فشل والده في معركة، قتله كرونوس، ونفى تيلك وأمه إلى كوكب تشولاك. لذلك أصر تيلك على أن يصبح الجافا الأول لأبوفيس عدو كرونوس وتدرب عند المعلم براتاك الذي زرع فيه بذور الشك في الغواؤلد. لاحقا تزوج تيلك من دراياك وأنجب ولدا اسمه راياك.
في سنة 1997، تيلك كان الجافا الأول لأبوفيس، رغم أنه يريد تحرير الجافا من حكم الغواؤلد. أثناء هذه السنة، شارك تيلك أبوفيس في بحثه عن مضيف جديد لملكته، فسافروا إلى كوكب الأرض و خطفوا ظابطة في القوات الجوية الأمريكية ثم سافروا إلى كوكب أبيدوس أين قام هو والجافا بخطف سكارا وأخته شاو'ري. و كان حاضرا أثناء اختيار ملكة أبوفيس، وكان يخفي كرهه لهم. ثم عندما أمر من قبل أبوفيس بقتل بقتل السجناء والذين كان معهم فريق إس جي-1 في الزنزانة، تمكن العقيد جاك أونيل من إقناع تيلك بأن مهمته وهي تحرير الجافا من العبودية يمكن تنفيذها عبر مساعدة البشر، فقام بتحريرههم ورغم الخوف من ولائه، تمكن أونيل من إقناع الجنرال جورج هاموند من السماح لتيلك بأن يلتحق بفريق إس جي-1.
عندما عرف بأن ابنه راياك يتم زرع بريمتا بداخله، عاد ومعه إس جي 1 إلى تشولاك لمنع ذلك، فالتقوا بمعلمه براتاك. لكن راياك أصيب بحمى خطيرة فاضطر تيلك لكي يعطي متكافله لابنه. لكن دانييل جاكسون وسامانثا كارتر تمكنوا من الحصول على متكافل جديد لتيلك.
عندما تمكن فريق إس جي 1 من منع أبوفيس من غزو الأرض، اختار أبوفيس بأن ينتقم عبر غسل دماغ راياك. فتمكن إس جي 1 من إنقاذه، لكنه لم يتمكن من تجاوز الغسل. فاضطر تيلك لإطلاق النار على ابنه لكي يحرره. و أخذه مع أمه دراياك إلى كوكب أرض الضوء.
عندما التجأ أبوفيس في الأرض، قال له تيلك بأنه اليوم الذي سيموت فيه سيصبح يوما مقدسا في تشولاك. أيضا عندما اختطف إس جي-1 من قبل حتحور، غادر تيلك نحو تشولاك لجمع وتدريب جيش لتحريرهم. قام بخطاب أثر في رجال الجافا، وحثهم على الثورة. لكن القليل التحقوا به، لكن بمساعدة الجنرال هاموند، تم إنقاذ إس جي 1.
عندما أتى كرونوس ونيرتي و يو للتفاوض مع الأسغارد، لفقت نيرتي تهمة مهاجمة كرونوس لتيلك، لكنه أثبت بريئا. اضطر تيلك لقتل شاوري، زوجة دانييل جاكسون، لأن الغواؤلد التي تتحكم بها (أمونت) كانت تحاول قتل دانييل بواسطة أداة اليد.

## وصلات خارجية
- تيلك في ويكيا ستارغيت العربية